# Ali Sastroamidjojo
Ali Sastroamidjojo (né le 21 mai 1903 à Tasikmalaya et mort le 13 mars 1976 à Jakarta) est un homme d'État, 8e et 10e premier ministre d'Indonésie, du 30 juillet 1953 au 11 août 1955, sous la présidence de Soekarno. Il a également été le représentant de l'Indonésie à l'ONU de 1957 à 1960 et ambassadeur aux États-Unis, au Canada et au Mexique entre 1950 et 1955. Enfin, il a été chef du Parti national indonésien (PNI) entre 1960 et 1966. Il a étudié à l'université de Leyde